# 존스턴 매컬리
존스턴 매컬리(Johnston McCulley, 1883년 2월 2일 ~ 1958년 11월 23일)는 미국의 소설가이다.

## 생애[1]
1883년에 미국 일리노이주 오타와에서 태어났다. 신문 편집 기자로 사회에 첫발을 내딛은 뒤 특파원과 경찰서 담당 기자로 활동했으나 곧 작가로 전직하였다. 첫 소설 《잃어버린 희망의 땅(The Land of Lost Hope)》을 잡지 《블루 북(Blue Book)》에 1907년부터 연재하기 시작하여 1908년에 출간하였다. 1차 세계대전 중에는 육군 홍보부에서 복무하였다.
1919년 8월 9일부터 1919년 9월 6일까지 오락 잡지 《올 스토리 위클리(All Story Weekly)》에 《카피스트라노의 재앙(The Curse of Capistrano)》이라는 제목의 5부작 모험소설을 발표하였는데, 여기에서 바로 그 유명한 캐릭터 조로가 데뷔한다. 이 소설은 이듬해인 1920년에 더글러스 페어뱅크스 주연의 무성영화 《조로의 표식(The Mark of Zorro)》으로 각색되어 인기를 끌었으며 1924년에는 그로세트 & 던랩 출판사에서 영화와 같은 제목의 양장본으로 출판되었다.
조로의 성공 덕분에 매컬리는 소설가로서뿐만 아니라 극작가나 영화 시나리오 작가로도 활동하게 되었고, 작품의 장르도 범죄 스릴러물에서부터 서부극에 이르기까지 범위를 넓혀나가게 되었다. 검은별(The Black Star), 더 배트(The Bat), 더 스파이더(The Spider), 크림슨 클라운(The Crimson Clown), 그린 고스트(The Green Ghost), 선더볼트(The Thunderbolt), 보라색 옷의 남자(Man in Purple), 몽구스(The Mongoose), 리처드 휴즈(Richard Hughes), 훨윈드(The Whirlwind), 지하철 샘(Thub-Way Tham) 등등 다수의 인기 캐릭터를 배출하였다. 하지만 조로의 인기를 능가할 만한 캐릭터는 나오지 않았고, 매컬리는 전 생애에 걸쳐 총 65편의 조로 이야기를 잡지에 게재하였다.
1958년 캘리포니아주 로스앤젤레스에서 세상을 떠났다. 1959년에 유작 〈조로의 가면(The Mask of Zorro)〉이 잡지 《쇼트 스토리즈 포 멘(Short Stories for Men)》을 통해 발표되었다. 조로는 매컬리의 사후에도 영화, TV드라마, 애니메이션, 만화, 소설 등으로 제작되어 시대를 초월한 인기를 누리고 있다.

## 대표작

### 소설
- 《The Spider Strain》(1919)
- 《The Black Star》(1921)
  - 《검은별》 - 2009년 7월, 판타스틱, ISBN 978-89-962532-3-5(번역/ 원은주)
- 《The Mark of Zorro》(1924)
  - 《쾌걸 조로》 - 2004년 3월, 황금가지(환상문학전집 16), ISBN 978-89-8273-668-1(번역/ 김정미)
  - 《쾌걸 조로》 - 2009년 11월, 열린책들(세계문학 74), ISBN 978-89-329-0991-2(번역/ 김훈)
- 《The Demon》(1925)
- 《The Avenging Twins》(1927)
- 《The Crimson Clown》(1927)
- 《The Crimson Clown Again》(1928)
- 《Zorro Rides Again》(1931)
- 《Zorro Hunts a Jackal》(1933)
- 《The Rollicking Rogue》(1939)

### 영화
무성영화 시대부터 여러 편의 영화에 원작 혹은 각본으로 참가하였다. 조로 시리즈의 영화화 작품은 편의상 생략한다.
- 《Unclaimed Goods》(1918) - 원작
- 《A White Man's Chance》(1919) - 원작
- 《The Brute Breaker》(1919) - 원작
- 《Ruth of the Rockies》(1920) - 원작
- 《The Kiss》(1921) - 원작
- 《Captain Fly-by-Night》(1922) - 원작
- 《Ride for Your Life》(1924) - 원작
- 《The Ice Flood》(1926) - 원작
- 《Black Jack》(1927) - 원작
- 《Saddle Mates》(1928) - 원작 ('해리슨 스트롱(Harrison Strong)' 명의)
- 《The Outlaw Deputy》(1935) - 원작
- 《The Bold Caballero》(1936) - 원안
- 《The Red Rope》(1937) - 원작
- 《The Trusted Outlaw》(1937) - 원작
- 《Rootin' Tootin' Rhythm》(1937) - 원작
- 《Rose of the Rio Grande》(1938) - 원작
- 《Doomed Caravan》(1941) - 각본
- 《Overland Mail》(1942) - 원작
- 《Outlaws of Stampede Pass》(1943) - 원작
- 《Raiders of the Border》(1944) - 원작
- 《South of the Rio Grande》(1945) - 원작
- 《Don Ricardo Returns》(1946) - 원작
- 《The Black Pirates》(1954) - 원작